# Бофу
Бофу (фр. Beaufou) насеље је и општина у западној Француској у региону Лоара, у департману Вандеја која припада префектури Ла Рош сир Јон.
По подацима из 2011. године у општини је живело 1193 становника, а густина насељености је износила 41,05 становника/km². Општина се простире на површини од 29,06 km². Налази се на средњој надморској висини од 60 метара (максималној 74 m, а минималној 28 m).

## Демографија
| 1962. | 1968. | 1975. | 1982. | 1990. | 1999. | 2011. |
| ----- | ----- | ----- | ----- | ----- | ----- | ----- |
| 881   | 923   | 815   | 857   | 968   | 907   | 1.193 |